# Barney Barnato
Barney Barnato, né Barnet Isaacs (21 février 1851 dans le borough londonien de Tower Hamlets et mort le 14 juin 1897) est un entrepreneur britannique, spécialiste du diamant et de l'or qui a contribué à l'essor minier de l'Afrique du Sud dans les années 1870 avant de revendre ses sociétés à son rival Cecil Rhodes.

## Biographie
Barnet Isaacs est né le 21 février 1851 à Londres. Fils d'Isaac et Leah Isaacs, il est éduqué à la Jews' Free School, puis pratique des petits métiers pour vivre. À 22 ans, il s'exile pour la Colonie du Cap en 1873, où son grand-frère, comédien, l'a précédé deux ans plus tôt pour profiter de la ruée vers le diamant de Kimberley. « And Barnett, too! » (« Et Barnett, aussi ! ») devient sa phrase préférée, et il se rebaptise « Barney Barnato », puis épouse Leah Harris, et devient marchand de cigares pour les mineurs, qu'il approvisionne ensuite d'autres produits en pénurie.
Avec son frère, il forme la Barnato Diamond Mining Company, qui rachète les mines de diamants épuisées ou mal gérées. En dix ans, ils amassent un petit empire, mais le frère aîné décède. Barney Barnato se heurte alors au britannique Cecil Rhodes, député et futur premier ministre de la Colonie du Cap, qui a décidé d'éliminer ce rival pour constituer la nouvelle De Beers « unifiée ». Cecil Rhodes rachète en 1885 la Kimberley Central Mining Company détenant les parts de Barnato. Le chèque, le plus gros jamais signé à cette époque, s'élève à 4 millions de sterling (équivalent de 2 milliards de sterling en 2010).
Un autre acteur du marché du diamant sud-africain, le français d'origine tchèque Jules Porgès a joué un rôle important dans les négociations pour cette transaction. Il revend aussi sa « Compagnie française de diamants du cap de Bonne-Espérance » à De Beers en 1887.
Barnato devient lui député de Kimberley de 1889 jusqu'à sa mort et double sa fortune dans le boom des mines d'or de 1894–1895 puis reperd tout dans la crise boursière des mines d'or sud-africaines du début 1896, causée par le Raid Jameson. Il s'est fait construire une vaste demeure urbaine au coin des rues Park Lane et Stanhope Gate, dans le quartier de Mayfair, à Londres.
Barney Barnatto  meurt noyé le 14 juin 1897. Il se suicide en sautant du bateau qui le ramenait à Londres.